# Leathers
Leathers è un singolo del gruppo musicale statunitense Deftones, pubblicato il 19 settembre 2012 come primo estratto dal settimo album in studio Koi no yokan.

## Descrizione
Il brano si caratterizza per un'introduzione soft (definita «cinematografica» da parte della critica musicale) che sfocia in una sezione più pesante e dominata da un cantato prevalentemente in screaming da parte di Chino Moreno.

## Promozione
Dopo essere stato distribuito per il download gratuito attraverso il sito ufficiale del gruppo, Leathers è stato reso disponibile anche per l'acquisto attraverso l'iTunes Store a partire dall'8 ottobre 2012.
Il brano è stato pubblicato anche nel formato audiocassetta insieme a Rosemary il 17 ottobre dello stesso anno. Questo formato è stato reso disponibile solo per i primi 50 fan di ogni tappa del tour ad avere preordinato l'album.

## Tracce
Testi di Chino Moreno, musiche dei Deftones.
Download digitale
1. Leathers – 4:08

MC (Stati Uniti)
- Lato A

1. Leathers – 4:09

- Lato B

1. Rosemary – 6:53

## Formazione
Gruppo
- Abe Cunningham – batteria
- Chino Moreno – voce, chitarra
- Frank Delgado – tastiera, campionatore
- Sergio Vega – basso
- Stephen Carpenter – chitarra

Produzione
- Nick Raskulinecz – produzione
- Matt Hyde – registrazione, ingegneria del suono, produzione aggiuntiva
- Steve Olmon – assistenza tecnica
- Rich Costey – missaggio
- Chris Kasych – ingegneria Pro Tools
- Eric Sip – assistenza al missaggio
- Ted Jensen – mastering